# Šumice (Višegrad)
Pour les articles homonymes, voir Šumice.
Šumice (en serbe cyrillique : Шумице) est un village de Bosnie-Herzégovine. Il est situé dans la municipalité de Višegrad et dans la république serbe de Bosnie. Selon les premiers résultats du recensement bosnien de 2013, il compte 26 habitants.

## Démographie

### Répartition de la population (1991)
En 1991, le village comptait 25 habitants, tous Musulmans (Bosniaques).